# Marokopa Falls
Die Marokopa Falls sind ein Wasserfall auf der Nordinsel Neuseelands. Er liegt im Lauf des Marokopa River im Gebiet der Ortschaft Te Anga in der Region Waikato, der etwa 26 Kilometer hinter dem Wasserfall, dessen Fallhöhe etwa 35 Meter beträgt, in die Tasmansee mündet.
Von der Te Anga Road, an der sich wenige Kilometer weiter östlich auch die Waitomo Caves befinden, ist der Wasserfall über einen Wanderweg in etwa zehn Minuten erreichbar.